# Netwerkbeveiliging
Netwerkbeveiliging richt zich op het treffen van maatregelen om de risico's ten aanzien van de communicatie via netwerken te beheersen.

## Risico's
Netwerkbeveiliging adresseert de volgende 5 netwerkbeveiligingsrisico's:
- vernietiging van informatie
- verminking van informatie
- verwijdering en herhaling van informatie
- publicatie van informatie
- onderbreking van informatie

## Kwaliteit
De volgende kwaliteitsgaranties moeten worden geboden:
- beschikbaarheid
- integriteit
- vertrouwelijkheid
- privacy
- onweerlegbaarheid
- capaciteit en bandbreedte

## Technische beveiligingsmaatregelen
Bij netwerkbeveiliging worden de volgende technische maatregelen getroffen:
- firewall
- content inspectie
- authenticatie
- encryptie
- quarantaine